# Clarence (sito web)
Clarence era un sito web italiano, fondato da Gianluca Neri e Roberto Grassilli.

## Storia
Fondato nel 1996, si descriveva come "una vera e propria comunità virtuale, un sito commerciale ma di servizio, uguale ma diverso, in cui utenti, aziende e associazioni possano usufruire di un vasto spazio in cui esporre, comunicare, creare, informare". Fu poi ceduto a Spray e passò in seguito a Lycos e a Dada.
Portale satirico e culturale, offriva vari servizi tra cui una chat (preesistente dal 1995), che fu la prima chat italiana, un forum, una piattaforma di blogging (FreeBlog); ospitò inoltre la rubrica Società delle Menti di Giuseppe Genna che fu tra i pionieri della letteratura on line in Italia. Verso il 2003 le pagine di Clarence registravano circa 100 000 000 di visite mensili.

## Struttura del sito
Cambiata gradualmente con il tempo, inizialmente presentava una particolare struttura a "mappa", dove la homepage rimandava a delle pagine con delle mappe, che avevano "vie attive", indicate nei menù a lato . Queste vie contenevano a loro volta link esterni, relativi al nome/tema della via
Questa idea fu poi completamente abbandonata in favore di una struttura più tradizionale, con sottosezioni e contenuti interni, in una struttura che si stabilizzò intorno ai primi anni 2000, in una configurazione con 6 sezioni.